# Kaspar Currer

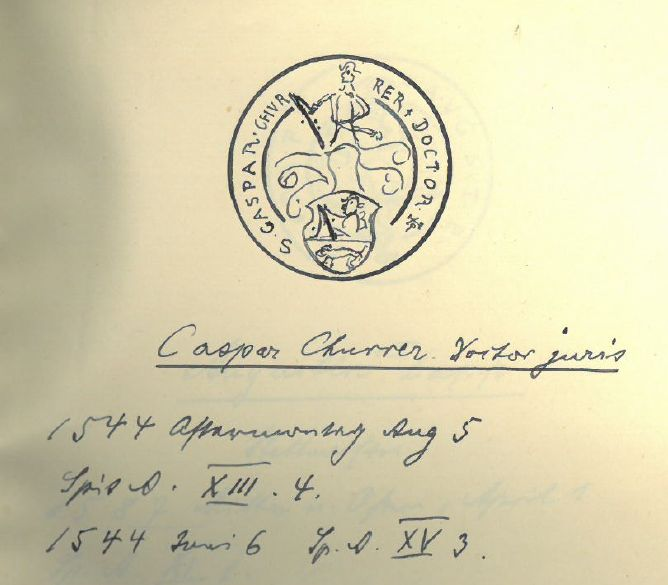
Siegel Currers. Zeichnung von Rudolf Weser

Kaspar Currer oder Churrer/Kurrer (* wohl um 1500 in Schorndorf; † 1550/51) war ein deutscher Philologe und Jurist.

## Leben und Wirken
Currer wurde am 2. März 1516 an der Universität Tübingen immatrikuliert. 1519 wurde er Magister. Der Schüler von Philipp Melanchthon besorgte die Editio princeps des Lampert von Hersfeld (Tübingen 1525). Wohl diese Ausgabe verschaffte dem vehementen Vertreter des alten Glaubens den Platz auf dem Index Librorum Prohibitorum von 1559 (Gafpar – lies Gaspar – Churrerus).
1523–1526 und 1533–1535 lehrte er als Professor Griechisch in Tübingen, 1538–1542 auch in Ingolstadt. In Ingolstadt promovierte er am 21. Mai 1543 zum Dr. iur. civ.
1537/38 war Currer Universitätsnotar in Tübingen, ab 1544 war er Syndicus der katholischen Reichsstadt Schwäbisch Gmünd. Auf dem Augsburger Reichstag 1547/48 vertrat er sie.
In Schorndorf erinnert der Kaspar-Kurrer-Weg an ihn.

## Werke
- Lampert von Hersfeld: Quisquis es gloriae Germanicae et maiorum studiosus hoc utare [...] libello. Tübingen: Ulrich Morhart d. Ä. 1525, zwei Varianten (VD 16 L 161 und VD 16 ZV 23175)